# Бригадун (фильм)
«Бригадун» (англ. Brigadoon) — музыкальный кинофильм 1954 года выпуска, киностудии Metro-Goldwyn-Mayer, экранизация одноимённого бродвейского мюзикла. Фильм был номинирован на три премии «Оскар»: за лучшую работу художника, лучшие костюмы и лучший звук.

## Сюжет
Бригадун — так называется шотландская деревня, которая появляется на один день каждые 100 лет. Именно в такой день в неё случайно попадают два американца, которые заблудились, путешествуя по горам Шотландии. В деревне царит веселье, песни и танцы, к которым и присоединяются герои. Один из них, Томми, влюбляется в местную девушку, Фиону, и становится перед выбором: остаться с любимой или вернуться к обычной жизни. Джефф уговаривает его вернуться домой. Бригадун вновь исчезает. Но Томми уже не может жить прежней жизнью. Он снова отправляется в Шотландию и силой своей любви вновь вызывает Бригадун в наш мир. Влюблённые воссоединяются.

## В ролях
- Джин Келли — Томми Олбрайт
- Ван Джонсон — Джефф Дуглас
- Сид Чарисс — Фиона Кэмпбелл
- Элейн Стюарт — Джейн Эштон
- Барри Джонс — мистер Ланди
- Хью Лэйн — Гарри Битон
- Эдди Куиллан — Сэнди
- Мэдж Блейк — миссис МакИнтош (в титрах не указана)

## Награды и номинации
Премия «Оскар»-1955
- Лучшая работа художника (Цветной фильм) — Седрик Гиббонс, Э. Престон Амес (постановщики), Эдвин Б. Уиллис, Ф. Кеог Глисон (декораторы) (номинация)
- Лучший дизайн костюмов (Цветной фильм) — Ирен Шарафф (номинация)
- Лучший звук — Уэсли Си Миллер (Metro-Goldwyn-Mayer SSD) (номинация)

Премия «Золотой глобус»-1955
- Лучшая операторская работа (Цветной фильм) — Джозеф Руттенберг (награда)[2]